# Elezioni parlamentari in Slovenia del 2014
Le elezioni parlamentari in Slovenia del 2014 si tennero il 13 luglio per il rinnovo dell'Assemblea nazionale. In seguito all'esito elettorale, Miro Cerar, espressione del Partito del Centro Moderno, divenne Presidente del Governo.
Le consultazioni ebbero luogo in anticipo rispetto alla scadenza naturale della precedente legislatura, prevista per il 2015.

## Risultati
| Partito del Centro Moderno                        | 301 563 | 34,49 | 36 |  |  |  |
| Partito Democratico Sloveno                       | 181 052 | 20,71 | 21 |  |  |  |
| Partito Democratico dei Pensionati della Slovenia | 88 968  | 10,18 | 10 |  |  |  |
| Socialdemocratici                                 | 52 249  | 5,98  | 6  |  |  |  |
| Sinistra Unita (DSD - STRS - IDS)                 | 52 189  | 5,97  | 6  |  |  |  |
| Nuova Slovenia - Democratici Cristiani            | 48 846  | 5,59  | 5  |  |  |  |
| Alleanza di Alenka Bratušek                       | 38 293  | 4,38  | 4  |  |  |  |
| Partito Popolare Sloveno                          | 34 548  | 3,95  | –  |  |  |  |
| Slovenia Positiva                                 | 25 975  | 2,97  | –  |  |  |  |
| Partito Nazionale Sloveno                         | 19 218  | 2,20  | –  |  |  |  |
| Partito Pirata di Slovenia                        | 11 737  | 1,34  | –  |  |  |  |
| Verjamem                                          | 6 800   | 0,78  | –  |  |  |  |
| Lista Civica                                      | 5 556   | 0,64  | –  |  |  |  |
| Verdi di Slovenia                                 | 4 629   | 0,53  | –  |  |  |  |
| Altri                                             | 2 668   | 0,31  | –  |  |  |  |
| Comunità italiana e ungherese                     | –       | –     | 2  |  |  |  |
| Totale                                            | 874 291 | 100   | 90 |  |  |  |
|                                                   |         |       |    |  |  |  |
| Voti non validi                                   | 11 569  | 1,31  |    |  |  |  |
| Votanti                                           | 885 860 |       |    |  |  |  |